# Todd River
Der Todd River ist ein Fluss im Südosten des australischen Northern Territory, der die meiste Zeit des Jahres kein Wasser führt.

## Geografie

### Flusslauf
Der Fluss entspringt bei Bond Springs in den MacDonnell Ranges nördlich von Alice Springs und fließt von dort nach Süden, fast durch das Stadtzentrum, an der Telegrafenstation vorbei. Anschließend verlässt er Alice Springs im Süden durch die Heavitree Gap und setzt seinen Weg an der Südseite der MacDonnell Ranges nach Osten fort. Nordöstlich der Siedlung Todd River biegt er nach Südosten ab und fließt entlang der Ferguson Range in die westliche Simpsonwüste. Wenn sein Wasser nicht schon vorher versickert, mündet er in den Hale River, der in sehr nassen Jahren seinen Lauf nach Süden fortsetzt und südlich der Grenze nach South Australia, im Witjira-Nationalpark, in den Finke River mündet.
Der Todd River liegt in einer sehr trockenen Gegend Australiens und führt während 95 Prozent des Jahres gar kein Wasser. Findet sich Wasser im Fluss, führt es meist sehr viel Erde vom Weideland um Bond Springs mit sich, das ihm eine schokoladenbraune Farbe und starke Trübung verleiht.

### Nebenflüsse mit Mündungshöhen
Der Todd River hat folgende Nebenflüsse:
- Coyler Creek – 658 m
- Charles River – 582 m
- Emily Creek – 535 m
- Williams Creek – 453 m
- Ross River – 424 m
- Jinker Creek – 410 m
- Giles Creek – 386 m

## Namensherkunft
Der Fluss wurde nach Charles Todd, dem früheren Postmaster General von South Australia, benannt.
Der Aboriginesstamm der Arrernte nannte den Fluss Lhere Mparntwe (sprich: Ler-ra M-barn-twa).

## Bedeutung für Alice Springs

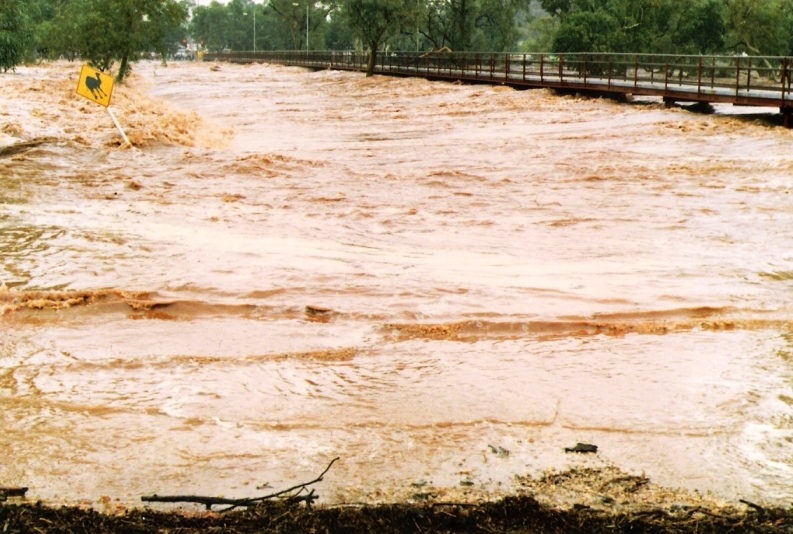
Todd River bei Flut am Wills Terrace Causeway in Alice Springs (31. März 1988)

Der Todd River ist untrennbar mit Alice Springs verbunden: An einem Wasserloch im Flussbett – eine vermeintliche Quelle – wurde 1871 die Old Telegraph Station errichtet. Etwas später wurde weiter südlich direkt am Flussufer die Stadt Alice Springs angelegt.
Ein großer Teil des Stadtgebietes liegt in der Flussaue, die durch die Flut oberhalb der Ost-West-Barriere der Heavitree Range, eines Gebirgszuges der MacDonnell Ranges, entsteht. Der Fluss durchbricht diesen Gebirgszug in der Heavitree Gap, durch die auch der Stuart Highway und die Eisenbahnlinie Richtung Adelaide führen. Hohe Wasserstände im Todd River können dafür sorgen, dass die Straßen- und Eisenbahnverbindungen unterbrochen werden. Der Flaschenhalseffekt des Engpasses kann auch Überflutungen in großen Teilen der Stadt verursachen.
Heftige Regenfälle im Einzugsgebiet nördlich von Alice Springs bewirken, dass der Todd River sechs bis acht Stunden später in der Stadt Wasser führt. Er kann innerhalb von 15 Minuten von einem vollkommen trockenen Bett zu einem reißenden Fluss anschwellen – die Flutwelle lässt sich auf ihrem Weg durch die Stadt auf einem Fußweg verfolgen.
Im Flussbett liegen Kultplätze und heilige Bäume der Arrernte.

## Veranstaltungen
Die Henley-on-Todd-Regatta findet seit 1962 jährlich in Alice Springs statt. Die spaßige „Regatta“ wird im trockenen Flussbett abgehalten und zieht mehrere Tausend Zuschauer an. Boote ohne Boden werden von den darin stehenden Teilnehmern über die Rennstrecke getragen. Die Veranstalter haben sich gegen Wasser im Flussbett versichert. Einmal, im Jahre 1993, wurde die Henley-on-Todd-Regatta abgesagt – der Fluss führte zu viel Wasser für das Rennen.
Es gibt auch andere Veranstaltungen im trockenen Flussbett, zum Beispiel die Schlussveranstaltung des Alice Festival 2006. Zelten im Flussbett ist verboten, auch wenn dieses Gesetz selten angewandt wird.
Wasser im Fluss ist für die Leute in Alice Springs ein spektakuläres Ereignis; sie laufen zu den Zufahrten und zur Telegrafenstation und spielen im Flutwasser. Obwohl das Flussbett breit ist und im Stadtgebiet nur wenig Neigung besitzt, ist das Spielen im trüben Wasser wegen der mitgerissenen Bäume und anderen Gefahren im Wasser und solchen, die durch die Menschen selbst verursacht werden, durchaus gefährlich.
Oberhalb von Alice Springs ist das Bett des Todd River ziemlich steil; es verliert auf 8 Kilometer Länge zwischen dem Junction Waterhole und der Telegrafenstation 100 Meter an Höhe. Die Region ist hügelig und das Flussbett mit Felsen darin führt zu wilden Strömungen während der kurzzeitigen Fluten. Viele Einwohner hüten sich vor dem Wasser, weil sie sich an den Tod eines Mannes aus Alice Springs im Jahre 1997 erinnern. Er ertrank, als er auf einer Luftmatratze den Fluss hinunterfahren wollte. Örtliche Kajakfahrer schätzten in der letzten Zeit diese Stromschnellen vom Grad 2–3. 